# Ravne v Bohinju
Ravne v Bohinju este o localitate din comuna Bohinj, Slovenia, cu o populație de 51 de locuitori.